# Револуције 1848—1849. у Аустријском царству
Револуције 1848—1849. у Аустријском царству је била једна од револуција које су се 1848. године одиграле у Европи. Револуција је почела у Бечу почетком 1848. године и имала је национални карактер. С обзиром да је Монархија била вишенационална држава, сваки народ је спроводио револуцију како су они хтели. Привреда је била неразвијена, а грађани су били веома незадовољни апсолутизмом и феудалним друштвеним уређењем. Зато су се борили за укидање феудалних повластица, за право на национално самоопредељење, као и за политичка права.

## Почетак

### Социјални и политички конфликт
Сви народи који су били под влашћу Хабзбурговаца, то јест Аустријанаца, подстакнути идејама либерализма и национализма, тражили су од цара самосталност у управљању. Мађари су тражили своју независност, а остали мањи народи политичку аутономију, то јест право на национално самоопредељење, те су покушали да постигну што већи степен самосталности унутар Монархије.
Грађани су основали покрет за увођење новог устава. Царски двор је покушао да смири стање укидањем феудалних односа и сменом канцелара Клеменса фон Метерниха. Укидањем феудализма, успех грађанске револуције постао је осигуран, међутим још увек су остали нерешени проблеми народа и њихов национални покрет којим су тражили самосталност или аутономију. Тадашњи краљ Фердинанд се повукао с власти у корист свог нећака Франца Јозефа. Богато грађанство саставило је нову владу из својих редова. Та влада је била суочена са разним проблемима у држави.

## Мартовска револуција

### Револуционарна влада
Цар Фердинанд I од Аустрије поставио је 19. марта 1948. за краљевског намесника у Мађарској свог рођака надвојводу Штефана, а за председника владе грофа Лајоша Баћанија, представника либералније групе великаша из Горњег дома Сабора. Влада је образована 23. марта и сви њени чланови припадали су нижем племству. Најистакнутија личност био је министар финансија, адвокат Лајош Кошут, вођа реформистичке странке ситног племства, а министар рата постао је аустријски пуковник Лазар Месарош. Влада је узела сву власт у своје руке, ставивши се на чело револуције. 28. јуна изабрана је нова скупштина, у којој је већину имало либерално средње племство, наклоњено стварању демократске мађарске државе у оквиру Хабсбуршке монархије.

### Хонвед
Фердинанд I је 25. априла октроисао први устав (који је убрзо укинут), и пренео команду над мађарским јединицама редовне царске војске у Мађарској (11 пешадијских и 10 хусарских пукова) на мађарску владу: војска је у мају 1848. положила заклетву на верност влади и почело је формирање редовне мађарске војске (Хонвед) попуњене добровољцима (углавном револуционарном омладином), са мађарским официрима, у народном оделу и са командом на мађарском језику. Истовремено су аустријске јединице у Угарској потчињене краљевском намеснику. Јула 1848. парламент је одлучио да се Хонвед повећа на 200.000 људи, фабрике оружја у Мађарској стављене су под државну управу, а почела је куповина оружја у Белгији и Пруској. Одбијен је захтев краља и аустријске владе да се 40.000 мађарских регрута пошаље у рат у Италији, па је Аустрија одбила да врати преостале мађарске трупе у земљу, због чега су неке хусарске јединице напустиле гарнизоне у Чешкој и Галицији и самовољно се вратиле у Мађарску. Стање у Мађарској било је несигурно: у Пешти се због револуције у Италији побунио италијански пук који је силом разоружан, а сељаци у три жупаније побунили су се и силом поделили велепоседничку земљу.

## Напад на Беч
Фердинанд I распустио је 3. октобра 1848. мађарски Парламент и владу, али су Мађари одбили да се покоре и Лајош Кошут је формирао нову владу. Шандор Петефи објавио је тих дана песму Вешајте краљеве, али је остао усамљен и од званичних кругова проглашен комунистом. 
У Бечу је 6. октобра поново букнула револуција, и Кошут је у помоћ побуњеним грађанима Беча послао Дунавску армију (30.000 људи и 90 топова) под командом генерала Моге, која је 30. октобра побеђена код Швехата од аустријских и хрватских снага под генералом Виндишгрецом и баном Јелачићем и потиснута назад у Мађарску. Генерал Моге поднео је оставку и на његово место дошао је генерал Артур Гергеј.

## Последице револуције
Нови цар Франц Јозеф најпре је дао устав грађанству, да би након сузбијања револуције у Угарској поново увео апсолутизам и тако учврстио своју власт. Упркос свему, важна последица револуције је укидање кметства и феудализма у држави. Већина мађарских заповедника је стрељана код места Вилагош, а Лајош Кошут је побегао из Угарске прво у америчку државу Ајова, где је и један округ добио име по њему, затим у Истанбул (Турска) и на крају у Торино (Италија), где је доживео дубоку старост.